# 軽部真一
軽部 真一（かるべ しんいち、1962年（昭和37年）10月8日 - ）は、フジテレビのエグゼクティブアナウンサー。

## 来歴
東京都出身。早稲田大学高等学院、早稲田大学法学部卒業。
小学校では3・4年の2年間のみ静岡県沼津市に在住していた。これが縁となり、燦々ぬまづ大使（第27期）に任命される。
高校ではグリークラブ、大学では男声合唱団・早稲田大学コール･フリューゲル、アナウンス研究会に所属。圭三プロダクションが運営する「圭三塾」でも、高橋圭三などに師事しながらアナウンス技術の研鑽を積んだ。
早稲田大学卒業後の1985年4月、アナウンサーとしてフジテレビへ入社。同期入社は、三宅正治・永麻理・長野智子・松田朋恵・小田多恵子。
入社後は『おはよう!ナイスデイ』や『FNNスーパータイム』などのリポーターを皮切りに、怪奇現象関連の特別番組などで司会を担当。
『おはよう!ナイスデイ』の総合司会などを経て、1994年から『めざましテレビ』のエンタメコーナーを担当。2016年4月以降は、フジテレビの現役アナウンサーでは初めて、『ミュージックフェア』の総合司会を担当。フジテレビ医務室勤務の女性医師と2004年5月に結婚。2007年に女児、2012年に男児をもうけた。
『ORICON STYLE』が発表する「好きな男性アナウンサー」ランキングでは、2010年版に2位となった。
2022年10月に定年（60歳）を迎えるのに合わせ、同年7月1日付の人事異動を機にエグゼクティブアナウンサー（役員待遇）となる。

## 人物・エピソード
- 身長174.5cm。
- 上祐史浩は早稲田大学高等学院の同級生、歌人の俵万智は早稲田大学アナウンス研究会の同期にあたる。
- 男声合唱団「早稲田大学コール・フリューゲル」では、バリトンのパートリーダーを務めた[3]。
- フジテレビ入社1年目（1985年の8月）に、日本航空123便墜落事故に関する『FNN報道特別番組』のリポーターを務めた。1989年に起こった坂本堤弁護士一家殺害事件（当初は失踪事件）の際に、当時ボンに滞在していた麻原彰晃に報道陣が殺到した時のリポーターも務めた。
- バスマニア
- 楽器を弾いたり楽譜を読んだりすることはできないものの、クラシック音楽に関する造詣が大変に深く、高嶋ちさ子や松本蘭と共に「めざましクラシックス」で全国を行脚している[4]。
- アーティストとも親交が深く、自身の結婚披露宴では、TUBEと高嶋ちさ子が生演奏、山下達郎・竹内まりや夫妻がデュエットを特別に披露。生演奏の最後には、前田亘輝が新郎新婦の入場を合図した[5]。
- 近年は白髪染めをあえて全体にはせず、向かって左半分を敢えて残すスタイルを貫いている

## 著書
- 『シネマ見たもん勝ち!』光進社、1998年12月。ISBN 4877610219。

## 出演番組
報道・情報番組
| 期間          | 期間          | 番組名                      | 役職                 | 担当日     | 備考 |
| ------------- | ------------- | --------------------------- | -------------------- | ---------- | --- |
| 1992年4月3日  | 1992年6月26日 | FNNニュース・明日の天気     | キャスター           | 金曜日     | |
| 1992年4月3日  | 1992年6月26日 | FNN NEWSCOM                 | キャスター           | 金曜日     | |
| 1993年4月1日  | 1994年3月31日 | おはよう!ナイスデイ         | 司会                 | 平日       | 以前は、特集コーナーのレポーターを担当 |
| 1994年4月1日  | 現在          | めざましテレビ              | エンタメキャスター   | 平日       | 2019年4月1日から放送されている『めざましテレビ全部見せ』の担当時期の詳細は同番組のページを参照、2020年4月6日から同年6月25日および2020年8月17日から同年9月24日までの間は、新型コロナウイルス緊急事態宣言を受け、担当曜日を月～木曜日に縮小 |
| 1994年10月3日 | 1995年9月29日 | FNNニュース2:00             | シフト勤務キャスター | （交替制） | |
| 1997年4月5日  | 1997年9月27日 | めざましテレビ週末号        | 司会                 | 土曜日     | |
| 1997年10月4日 | 1998年3月28日 | めざましテレビ週末号        | エンタメキャスター   | 土曜日     | |
| 2004年4月3日  | 2004年9月25日 | メディア見たもん勝ち!ゼルマ | 進行役               | 土曜日     | 関東ローカル番組として放送 |
| 2004年10月2日 | 2005年3月19日 | エンタ!見たもん勝ち         | 進行役               | 土曜日     | 関東ローカル番組として放送 |
| 2013年6月10日 | 2013年9月27日 | アゲるテレビ                | 進行役               | 平日       | |

バラエティ番組・アニメ（ゲスト声優）・その他
- 男おばさん
- 男おばさん特盛
- 男おばさん 燃えろ!デジタル部
- 踊る大捜査線 THE MOVIE 2 レインボーブリッジを封鎖せよ!（セリフなどはなくエキストラ的要素での出演）
- オペラ・リリカ（司会）
- カンフーハッスル（日本語吹替） - 路面電車に乗っているメガネ男 役
- 交渉人真下正義
- ホーム・アローン（フジテレビ版日本語吹替） - スクラントンの空港の受付係 役
- 意地悪ばあさん 北海道へ追放?の巻 - 劇中のニュースキャスター 役
- スペシャルドラマちびまる子ちゃん（第2弾） - まる子の妄想上の、転校先の担任教師 役
- のだめカンタービレ - 指揮者 役
- 佐賀のがばいばあちゃん（ドラマ版）
- 裸の大将〜放浪の虫が動いたので〜
- ゲゲゲの鬼太郎 - 釣瓶火 役
- ゲゲゲの鬼太郎 千年呪い歌 - 釣瓶火 役
- 33分探偵（第4話） - 準主役扱いの本人 役
- フジアナスタジオ まる生（2009年1月10日・7月11日、MC）
- 謎解きはディナーのあとでスペシャル - 記者 役
- ドラゴンボールZ 神と神（2013年） - すし職人 役
- 信長協奏曲（第4話） - 織田家家臣 役
- 日本大相撲トーナメント
- DIGITAL CONTENT FARM
- ちびまる子ちゃん イタリアから来た少年（2015年） - 灯篭流しの係りの人 役（声の出演）
- MUSIC FAIR（2016年4月2日 - ） - 8代目総合司会
- 男おばさん!!
- 日曜邦画劇場（日本映画専門チャンネル） - 作品解説を行う支配人[6]。
- めざましクラシックス（イベント）
- 貴族探偵（2017年6月12日、フジテレビ） - 軽部真一 役（本人役）
- サザエさん（2019年11月24日） - アナウンサー 役（声の出演）
- 突然ですが占ってもいいですか？（2021年1月、フジテレビ）[7]

## CD

### シングル
- 瞳見つめて（1994年、工藤哲也とデュエット、NIGHTHAWKS featuring S.KARUBE名義）
- スマイル&ビギン（2000年、白田由布子とデュエット、withラフ名義）
- 君の好きなヒト（2003年、高島彩とデュエット、K&T名義）

### アルバム
- 才色兼備（1996年）
- 才色兼備II（1997年）
- あっぱれ! 才色兼備（1999年）

いずれもオムニバス盤。